# Железняков Володимир Васильович
Володимир Васильович Железняков (рос. Владимир Васильевич Железняков; 28 січня 1931 — 30 грудня 2022) — радянський російський астроном і астрофізик, академік РАН, співробітник Інституту прикладної фізики в Нижньому Новгороді, доктор фізико-математичних наук, Соросівський професор.
Родився в місті Горький. У 1954 закінчив Горьковський університет. У 1957—1976 працював у Науково-дослідному радіофізичному інституті (Горький), з 1977 завідує відділом астрофізики та фізики космічної плазми в Інституті прикладної фізики АН СРСР в Горькому.
Наукові роботи відносяться до радіоастрономії та фізики космічної плазми. Досліджуючи циклотрони і плазмовий механізми генерації випромінювання в плазмі, вказав на ефекти депресії циклотронів випромінювання електрона на гірочастоті, на існування синхротроної нестійкості і нестійкості електромагнітних хвиль в області аномального ефекту Доплера. Спільно з В. Л. Гінзбургом вирішив проблему конверсії плазмових хвиль у радіовипромінювання в космічних умовах, яка ґрунтується на ефекті злиття плазмових хвиль в електромагнітні на подвоєній плазмовій частоті. Цей ефект дозволив пояснити наявність другої гармоніки у складі сонячних радіоспалахів і широко використовується в подальших дослідженнях розпадних взаємодій у фізиці плазми. Железняков вивчив циклотронне випромінювання квантованої плазми в сильних магнітних полях нейтронних зірок і вказав на суттєву роль намагніченого вакууму в околиці нейтронних зірок у формуванні характеристик циклотронів випромінювання. Виконані Железняковим дослідження механізмів генерації випромінювання в космічній плазмі лягли в основу розробленої ним спільно з співробітниками теорії спорадичного радіовипромінювання Сонця. Ця теорія включає пояснення повільно мінливого компонента тепловим циклотронним випромінюванням корональних електронів над сонячними плямами і інтерпретацію радіовипромінювання субсвітлових електронних потоків у сонячній короні, яке спостерігається у вигляді сплесків III типу. Железняков розвинув теорію жорсткого рентгенівського і гамма-випромінювання акреційних нейтронних зірок, що дозволяє пояснити характеристики циклотронних ліній в спектрі рентгенівських пульсарів, а також циклотронних і анігіляційних ліній у складі гамма-сплесків, зареєстрованих на міжпланетних космічних апаратах.
Автор монографій «Радіовипромінювання Сонця і планет» (1964, англ. пер. 1970), «Електромагнітні хвилі в космічній плазмі» (1977), «Випромінювання в астрофізичній плазмі», Москва, Янус-К, 1997 (англійський переклад «Radiation in Astrophysical Plasmas», Kluwer Academic Publishers, 1996).
Премія ім. А. А. Бєлопольского з астрофізики АН СРСР (1984)